# وگا دل کدرنو
وگا دل کدرنو (به اسپانیایی: Vega del Codorno) یک شهرستان در اسپانیا است که در استان کوئنکا واقع شده‌است.

## خصوصیات
وگا دل کدرنو ۲۳ کیلومترمربع مساحت و ۲۱۴ نفر جمعیت دارد.